# Vazgen Manasyan
Vazgen Manasyan (en ruso: Вазген Игнатович Манасян; Stalinabad, RSS de Tayikistán; 13 de marzo de 1958 – 9 de enero de 2024) fue un futbolista y entrenador de fútbol tayiko que jugó en la posición de delantero centro.

## Carrera

### Club
| Periodo   | Club                      |
| --------- | ------------------------- |
| 1975–1979 | Politekhnik Dushanbe      |
| 1980–1992 | CSKA Pamir Dushanbe       |
| 1992      | FC Zenit Saint Petersburg |
| 1992–1994 | FC Vorskla Poltava        |
| 1995      | FC Kolos Karapyshi        |
| 1995      | FC Nyva-Cosmos Myronivka  |
| 1996      | FC Industriya Borovsk     |

### Selección nacional
Jugó para Tayikistán en una ocasión en 1992.

### Entrenador
| Periodo   | Club                                  |
| --------- | ------------------------------------- |
| 2003–2004 | FC Volochanin-Ratmir Vyshny Volochyok |
| 2005      | FC Chernomorets Novorossiysk          |
| 2006-2007 | FC Kuban Holding                      |
| 2008      | FC Stal Dniprodzerzhynsk              |
| 2009-2010 | FC Velyka Bahachka                    |
| 2011      | Lokomotiv Tashkent                    |

## Logros

### Jugador
- Primera Liga Soviética (1): 1988

### Entrenador
- Primera Liga de Uzbekistán (1): 2011[11]